# The Main Point
The Main Point var ett kafé och konsertlokal i Bryn Mawr utanför Philadelphia i USA som var öppet mellan åren 1964 och 1981. Det grundades efter att några besökare inspirerats av Philadelphia Folk Festival  beslöt att starta ett kafé med tätare uppträdanden med modern amerikansk folkmusik. En av grundarna, Jeanette Campbell, blev ensam ägare och drev den ända fram till stängningen.
Kaféets lokaler var små och hade låga biljettpriser utan möjlighet att reservera plats. Det blev snabbt populärt både bland besökare och musiker. På The Main Point uppträdde artister som Joni Mitchell, Arlo Guthrie, Bruce Springsteen, Jackson Browne, Tom Waits, Bonnie Raitt och James Taylor både före och efter sina respektive genombrott.
År 1975 radiosändes en Bruce Springsteen uppträdande från The Main Point. Den blev senare en spridd bootlegskiva och gavs 2011 ut av skivbolaget Left Field Media under namnet Bruce Springsteen and the E Street Band: Live at the Main Point 1975 utan att vara en del av Bruce Springsteens officiella skivkatalog. Den innehåller bland annat enda inspelningen av hans låt Thunder Road under ursprungliga namnet "Wings for Wheels".